# Denis Villeneuve
Denis Villeneuve (Bécancour, Quebec, 3 d'octubre de 1967) és un director de cinema, guionista i dramaturg quebequès.

## Biografia
Durant els seus inicis va guanyar el concurs juvenil de cinema de Radio-Canada "La Course Europe-Asie" de 1990/91. Ha guanyat tres vegades el Premi Genie al millor director, per Maelström (2001), Polytechnique (2010) i Incendies (2011). Totes tres també va guanyar el premi a la millor pel·lícula.
Incendies va representar Canadà als Premis Oscar 2010 en la categoria de millor pel·lícula de parla no anglesa i va ser a la llista de les candidates. El gener de 2011 Villeneuve va ser seleccionat com un dels deu millors directors de cinema que s'han de veure. Incendies, a més, va ser considerada pel The New York Times com una de les deu millors pel·lícules del 2011.
El 2013 va estrenar el seu thriller Enemy, basat en la novela de José Saramago L'home duplicat, que va donar-li el premi com a millor director en els Canadian Screen Awards de 2014 i una nominació com a millor pel·lícula en els mateixos premis.

## Filmografia
| Director | Director             | Director     | Director |
| Any      | Pel·lícula           | Tipus        | Notes |
| -------- | -------------------- | ------------ | --- |
| 1994     | REW-FFWD             | Curtmetratge | Produït pel National Film Board of Canada |
| 1996     | Cosmos               | Curtmetratge | Presentada a la Directors' Fortnight del Festival Internacional de Cinema de Canes                                                                                            |
| 1998     | Un 32 août sur terre |              | Un Certain Regard section, Festival Internacional de Cinema de Canes |
| 2000     | Maelström            |              | Premi FIPRESCI, Berlin International Film Festival |
| 2008     | Next Floor           | Curtmetratge | Premi al millor curtmetratge del Festival Internacional de Cinema de Canes |
| 2009     | Polytechnique        |              | Presentada al Festival Internacional de Cinema de Canes |
| 2010     | Incendies            |              | Nominació − Oscar a la millor pel·lícula de parla no anglesa Nominació − BAFTA a la millor pel·lícula de parla no anglesa Nominació − César a la millor pel·lícula estrangera |
| 2013     | Presoners            |              | Estrenada al Festival Internacional de Cinema de Toronto de 2013 |
| 2013     | Enemy                |              | Estrenada al Festival Internacional de Cinema de Toronto de 2013 |
| 2015     | Sicari               |              | |
| 2016     | Arrival              |              | Basada en el relat curt "Story of Your Life" de l'escriptor Ted Chiang. |
| 2017     | Blade Runner 2049    |              | |
| 2021     | Dune                 |              | Basada en la novel·la de Frank Herbert "Dune" |